# Zoloto (film 1969)
Zoloto (Золото) è un film del 1969 diretto da Damir Alekseevič Vjatič-Berežnych.